# مارك لاسي
مارك لاسي (بالإنجليزية: Marc Lacy)‏ هو مهندس أمريكي، ولد في 28 مايو 1969.